# قاي زين
قاي زين (بالإنجليزية: Guy Zinn) هو لاعب كرة قاعدة أمريكي، ولد في 13 فبراير 1887 في Holbrook, West Virginia ‏ في الولايات المتحدة، وتوفي في 6 أكتوبر 1949.

## وصلات خارجية
- قاي زين على موقعبيزبول رفرنس.كوم (الدوري الرئيسي) (الإنجليزية)
- قاي زين على موقعبيزبول رفرنس.كوم (الدوري الثانوي) (الإنجليزية)